# Liste der Baudenkmäler in Rheidt-Hüchelhoven
Die Liste der Baudenkmäler in Rheidt-Hüchelhoven enthält die denkmalgeschützten Bauwerke auf dem Gebiet von Bergheim-Rheidt-Hüchelhoven in Nordrhein-Westfalen (Stand: April 2010). Diese Baudenkmäler sind in der Denkmalliste der Stadt Bergheim eingetragen; Grundlage für die Aufnahme ist das Denkmalschutzgesetz Nordrhein-Westfalen (DSchG NRW).

| Bild                                                        | Bezeichnung                                                           | Lage                                             | Beschreibung | Bauzeit                                           | Denkmal- nummer | Eintragung Aktenzeichen |
| ----------------------------------------------------------- | --------------------------------------------------------------------- | ------------------------------------------------ | --- | ------------------------------------------------- | --------------- | ----------------------- |
| Wegekreuz an der Flur „Am Rheidter Pfad“                    | Wegekreuz an der Flur „Am Rheidter Pfad“                              | Am Gillbach (im weiteren Verlauf) Lage           | Material polierter Basalt; auf einem kleinen rechteckigen, von einem Eisenzaun umfriedetes Areal ein etwa 2,5 m hohes Wegekreuz; bossierter Sockel, darauf Aufsatz mit Inschriftfeld, darüber Kruzifix mit Metallkorpus: „Sieh wie Jesus für dich starb und dir, durch seinen Tod das Heil erwarb“; darunter „Errichtet 1913“ und als Herkunft: „M. Stuckart Grevenbroich“; hinter dem Wegekreuz eine große Schutzlinde. | 1913 inschriftlich datiert                        | 118             | 1. Sep. 1992 AZ: 198    |
| weitere Bilder                                              | Kriegerdenkmal auf dem Dorfplatz Rheidt                               | Lage                                             | Kriegerdenkmal für die Gefallenen des Ersten und Zweiten Weltkrieges; inmitten des Dorfplatzes, auf einer kleinen, künstlichen Erhebung ein Backsteinblock, in der Mitte übergiebelt; Sandsteintafeln mit den Namen der Gefallenen aus beiden Weltkriegen an allen 4 Seiten, dazu an einer Seite Relief des Hl. Georg, auf der 2. Seite verwundete Krieger. |                                                   | 105             | 26. Mai 1992 AZ: 182    |
| Wegekreuz am Südende des Dorfplatzes Rheidt                 | Wegekreuz am Südende des Dorfplatzes Rheidt                           | Lage                                             | Etwa 3 m hoch, Material Sandstein; hochrechteckiger Schaft mit abschließendem Kragstein und Sakramentskonsole, darüber Aufsatz mit flacher Muschelnische, darüber Kruzifix mit reliefiertem Korpus. | Ende des 18. Jh.                                  | 171             | 17. Mai 1994 AZ: 296    |
|                                                             |                                                                       | Dorfplatz 1 Lage                                 | Wohngebäude des landwirtschaftlichen Anwesens; Kleines, landwirtschaftliches Anwesen, Wohnhaus 2-geschossig, Backstein, traufständig zur Straße liegend, mit abgesetztem, verputztem, bis zu den Sohlbänken der EG-Fenster reichenden Sockel, in dem die Kellerfenster frei liegen; Straßenfassade 5-achsig, Mitteleingang mit Werksteingewände, leicht stichbogige Fenster, mit verbindendem Sohlbankgesims, profilierte Traufzone; Nordgiebel fensterlos, an der Südseite mit einigen wenigen, im Giebeldreieck veränderten Fensteröffnungen; im Inneren tonnengewölbter Keller, Balkendecken original. | Nach 1860                                         | 206             | 7. Aug. 1995 AZ: 188    |
|                                                             |                                                                       | Dorfplatz 8 Lage                                 | Landwirtschaftliches Anwesen aus 2 Teilen bestehend; Wohnhaus 2-geschossig, wahrscheinlich später, vorgeblendete Backsteinfassade, einseitiger Krüppelwalm; Giebelseite blechbehangen, Straßenfassade gegliedert durch 5 Achsen stichbogiger Öffnungen, Eingang in der Mittelachse, mit originalem Türblatt, Oberlicht, vorliegender Zugangstreppe und diamantiertem Keilstein im Sturz; Fenster in regelmäßiger Reihung, originale Versprossung, geschweifte Sohlbänke und ebenfalls diamantierte Keilsteine; Sockel abgesetzt, freiliegende, stichbogige Kellerfenster, gestufte Traufzone mit Zahnschnitt; 1-seitig schließt ein Fachwerkwirtschaftstrakt mit ausgeziegelten Gefachen an.                                                               | Im Kern 1. Hälfte des 19. Jahrhunderts            | 135             | 24. März 1993 AZ: 187   |
|                                                             |                                                                       | Dorfplatz 17 Lage                                | Repräsentatives, 4-flügeliges Anwesen, um einen 3-flügeligen, einer späteren Ausbauphase angehörenden Wirtschaftsteil erweitert; das 2-geschossige Backsteinwohnhaus, traufständig zum Platz in der Mitte einer Seite des Gevierts liegend, war ursprünglich 5-achsig, mit hochrechteckigem Mitteleingang in Werksteingewände, Oberlicht und vorliegender Freitreppe. | 1864                                              | 122             | 1. Sep. 1992 AZ: 177    |
|                                                             |                                                                       | Dorfplatz 18 Lage                                | 2-geschossiges Backsteingebäude aus der Mitte des 19. Jahrhunderts, traufständig zur Straße liegend, mit abgesetztem, verputztem Sockel, darin die Kellerfenster freiliegend; Straßenfassade 5-achsig, hochrechteckige Fenster, dazu erneuerter Mitteleingang Geschosstrennungsgesims, Traufzone wahrscheinlich verändert. Denkmalwert ebenfalls die ausgebaute und in der hinteren Scheune gelagerte, originale 2-flügelige Hauseingangstür. | Mitte 19. Jahrhundert                             | 134             | 24. März 1993 AZ: 186   |
|                                                             |                                                                       | Dorfplatz 20, 20a Lage                           | Bei dem Gebäude handelt es sich um ein den Dorfplatz rahmendes Eckgebäude, eine ehemalige Schenkwirtschaft. Der zweigeschossige Fachwerkbau von 3:6 Achsen stammt aus der Zeit um 1800. Die Gefache sind mit Feldbrandsteinen gemauert, die ursprüngliche Eingangstür ist in klassizistischen Formen geschnitzt. | Um 1800                                           | 13              | 26. Nov. 1986 AZ: 13    |
| Bild gesucht BW                                             | Wegekreuz                                                             | Düsseldorfer Straße/Ecke An der Höferstraße Lage | Etwa 4,5 Meter hoch, gestufter Sockel. Darauf Schaft mit zwei Inschriftfeldern und abschließendem Kragstein, darüber übergiebelter Aufsatz mit unleserlicher Inschrift und neugotischem Maßwerk, darauf Kruzifix mit Metallkorpus; Inschrift an der Vorderseite. | 1861 inschriftlich datiert                        | 117             | 21. Aug. 1992 AZ: 194   |
| Bild gesucht BW                                             | Middeljanshof                                                         | Düsseldorfer Straße 5 Lage                       | Der Middeljanshof, ein ehemaliger Hof der Abtei Kamp, stammt aus der Zeit um 1800. Er unterstand dem Großhof in Auenheim und stand ursprünglich in wirtschaftlichem Zusammenhang mit diesem. Die Loslösung erfolgte im 15. Jahrhundert. Die Hofanlage ist heute in 2 Besitztümer unterteilt. Das 7-achsige, 2-geschossige Wohnhaus stammt aus der Zeit um 1800. Beidseitig sind niedere Flügelbauten angesetzt. Der Sockel ist abgesetzt mit freiliegenden Kellerfenstern. Es wird horizontal betont durch ein Geschosstrennungsgesims und eine gestufte Traufzone. | Um 1800                                           | 101             | 10. März 1992 AZ: 164   |
| Bild gesucht BW                                             | Sog. Bäckerhof                                                        | Düsseldorfer Straße 10 Lage                      | Die Hofanlage Düsseldorfer Straße 10 stammt aus dem Ende des 19. Jahrhunderts mit älteren Resten. Mauerreste einer älteren Hofstelle sind im Zentrum des Vierkanthofes erhalten geblieben. Der heutige Baubestand ist eine 4-flügelige Anlage aus unterschiedlichen Bauzeiten. Das 2-geschossige Wohnhaus aus Backstein stammt aus dem Ende des 19. Jahrhunderts und liegt an der Südostseite des Gevierts. | Ende 19. Jahrhundert                              | 125             | 13. Nov. 1992 AZ: 197   |
|                                                             |                                                                       | Düsseldorfer Straße 15 Lage                      | 1-geschossiges Wohnhaus, giebelständig zur Straße liegend, eine Traufseite verputzt (wahrscheinlich Fachwerk), die straßenseitige Giebelseite verklinkert und die 2. Traufseite verputzt; der sehr niedrige Sockel ist schwach abgesetzt, Kelleröffnungen liegen frei; straßenseitige Giebelseite symmetrisch gegliedert, im EG durch stichbogige Fenster, im OG 2; mit Sohlbänken und durch gelbes Ziegelmaterial betonte Fensterstürze. | Ende des 19. Jh. errichtet                        | 202             | 24. Juli 1995 AZ: 283   |
|                                                             |                                                                       | Düsseldorfer Straße 27 Lage                      | Vierkanthof aus Backstein, Wohnhaus traufständig zur Straße in der Mitte einer Seite des Gevierts liegend, 2-geschossig, 5-achsig, mit abgesetztem, verputztem Sockel; Straßenfassade mit 5 Achsen hochrechteckiger Öffnungen, Fenster einfach eingeschnitten, Werksteinsohlbänke, Mitteleingang mit originalem Türblatt und Oberlicht, Geschosstrennungsgesims mit Rechteckquerschnitt, gestufte Traufzone, geschweifter Giebelfuß; beidseitig schließen 1-geschossige Wirtschaftsgebäude aus Backstein an, an der Südseite mit großer, korbbogiger Durchfahrt, an der Nordseite mit einem weiteren, rechteckigen Eingang und einem kleinen rundbogigen Fenster; Datierung in Ankerzahlen zwischen den Geschossen.                                        | 1844 inschriftlich datiert                        | 203             | 24. Juli 1994 AZ: 284   |
| Burg Geretzhoven                                            | Burg Geretzhoven                                                      | Lage                                             | Burg Geretzhoven ist eine ehemals 2-teilige Wasserburg im Kern aus dem 16. Jahrhundert. Das Grabensystem ist teilweise erhalten. Herrenhaus und Wirtschaftsgebäude sind zu einer geschlossenen Vierflügelanlage zusammengewachsen. Das 2 bis 3-geschossige Herrenhaus aus Backstein liegt an der Nordostecke der Anlage mit vorgelagertem Wassergraben an der Nordseite. An dieser Seite befinden sich 2 runde Ecktürme mit geschweifter Haube. An der Südostecke des Herrenhauses befindet sich der älteste Teil der Anlage, im Kellerraum Kreuzgratgewölbe des 15./16. Jahrhunderts. An der Nordwestecke des Hauses schließt ein Torbau mit Schweifgiebel an. Reliefstein mit den Allianzwappen Ketzgen-Bodelschwingh aus dem Ende des 17. Jahrhunderts. | 16. Jahrhundert                                   | 70              | 23. Jan. 1991 AZ: 61    |
| Kirchhof an der Katholischen Pfarrkirche Hüchelhoven        | Kirchhof an der Katholischen Pfarrkirche Hüchelhoven                  | Lage                                             | Es handelt sich um einen Kirchhof mit einer Reihe alter Grabsteine. |                                                   | 223             | 5. März 1996 AZ: 304    |
|                                                             |                                                                       | Nikolaus-Adams-Straße 19 Lage                    | Ein kleines ländliches Wohnhaus wurde durch Wohn- und Wirtschaftsgebäude in mehreren Bauepochen erweitert; Kernbau giebelständig zur Straße liegend, 1-geschossig, mit abgesetztem, verputztem Sockel und Backsteinfassade, seitlich schließt traufständig ein etwa niederer Backsteinwirtschaftstrakt an, in dem die große, korbbogige Durchfahrt mit Werksteingewände liegt; Fenster des Wohnhauses in unregelmäßiger Anordnung, stichbogig, mit Werksteinsohlbänken; an dieses Gebäude schließt linksseitig ein 2-geschossiges Backsteinwohnhaus von um 1880 an | Im Kern 18. Jahrhundert m. späteren Erweiterungen | 139             | 1. Apr. 1993 AZ: 190    |
| Bild gesucht BW                                             |                                                                       | Nikolaus-Adams-Straße 29 Lage                    | Backsteingebäude mit Wirtschaftsteilen und Einfriedung; 2-geschossiges, repräsentatives Backsteinwohnhaus, traufständig zur Straße liegend, mit giebelständigem, schmaleren, 2-geschossigen Backsteinanbau an der rückwärtigen Traufseite; | Kurz nach 1850                                    | 161             | 18. Jan. 1994 AZ: 189   |
| Katholische Pfarrkirche St. Michael einschließlich Friedhof | Katholische Pfarrkirche St. Michael einschließlich Friedhof           | St. Michael-Straße Lage                          | Kath. Pfarrkirche mit umgebenden Friedhof und historischer Ausstattung. Die Kirche ist mit dem umgebenden Friedhof als Ganzes ein Baudenkmal, inklusive der historischen Ausstattung. |                                                   | 4               | 24. Jan. 1983 AZ: 4     |
|                                                             | Katholische Pfarrkirche St. Michael, Hochkreuz und Kriegsgräberstätte | Koordinaten fehlen! Hilf mit.                    | Kriegsgräberstätte für die Gefallenen des Zweiten Weltkrieges, Grabstätte für drei russische Kriegsteilnehmer sowie Hochkreuz auf dem Friedhof in Rheidt-Hüchelhoven |                                                   | 237             | 13. Sep. 1996 AZ: 303   |
| Gedenkkreuz                                                 | Gedenkkreuz                                                           | neben St.-Michael-Straße 19 Lage                 | In unmittelbarer Nähe einer heute abgerissenen Schule liegendes Gedenkkreuz, etwa 3,5 m hoch, Material Muschelkalk; gestuftes Podest, darauf Aufsatz mit spitzbogigem Inschriftfeld, abschließender Kragstein, Sakramentskonsole, darüber Kruzifix mit Metallkorpus; auf der in dem Inschriftfeld eingelassenen Marmortafel: „Errichtet von den Eheleuten Lehrer Heinrich Stumm und Sibilla Hurtz im Jahre 1894 in hoc signo vinces“. | 1894 inschriftlich datiert                        | 115             | 21. Aug. 1992 AZ: 191   |
| Bild gesucht BW                                             |                                                                       | St.-Michael-Straße 8 Lage                        | Das nach 1870 erbaute Gebäude ist das Backsteinwohnhaus eines ehemaligen landwirtschaftlichen Anwesens. Das Wohnhaus ist 2-geschossig. Es liegt traufständig zur Straße und besitzt einen hohen, abgesetzten Sockel, in dem die Kellerfenster frei liegen. Die Straßenfassade ist gegliedert durch 5 Achsen stichbogiger Öffnungen; die Fenster sind einfach eingeschnitten, man erkannt Werksteinsohlbänke. Das Gebäude besitzt einen weit eingezogenen Eingang mit Oberlicht und originalem Türblatt und eine gestufte Traufzone mit Zahnschnitt. | Nach 1870                                         | 157             | 17. Jan. 1994 AZ: 192   |
| Bild gesucht BW                                             |                                                                       | St.-Michael-Straße 9 Lage                        | Ehemalige Gaststätte Zimmermann. Umbau in den 50er Jahren zu einer Hofstelle. südlich der kath. Pfarrkirche gelegen, als Gegenüber einer geschlossenen Reihe orts- und landschaftstypischer Backsteinhöfe; Wohnhaus zweigeschossig, an der straßenseitigen Traufseite Backsteinmauerwerk steinsichtig verputzt, einseitig anschließender niederer Wirtschaftstrakt mit korbbogiger Durchfahrt; Fassade 5-achsig, alle Öffnungen stichbogig, EG-Fenster mit Sohlbänken, Mitteleingang in gleicher Höhe, einige Zuganker, Wirtschaftsgebäude schließen rückwärtig an. |                                                   | 191             | 31. Jan. 1995 AZ: 291   |
| Bild gesucht BW                                             |                                                                       | St.-Michael-Straße 10 Lage                       | Landw. Anwesen, Wohnhaus Backstein, 2-geschossig, traufständig zur Straße liegend, mit abgesetztem, verputztem Sockel; die nach 1925 vorgeblendete Fassade 5-achsig, eingezogener Mitteleingang mit flankierenden Pilastern und Dreiecksgiebel als Verdachung, Fenster hochrechteckig, gestufte Traufzone mit Zahnschnitt; die beiden Giebelseiten zeigen älteres Backsteinmauerwerk, parallel zum Wohnhaus rückseitig große Fachwerkscheune mit ausgeziegelten Gefachen; erhöhte Lagerfugen an der Straßenfassade, seitlich niederes, eingeschossiges Wirtschaftsgebäude; |                                                   | 192             | 1. Feb. 1995 AZ: 292    |
| Bild gesucht BW                                             |                                                                       | St.-Michael-Straße 14 Lage                       | Wohnhaus des Gebäudes „St.-Michael-Straße 14“ mit dem niedrigeren Wirtschaftsflügel, der an das Gebäude Nr. 12 angrenzt sowie die linke, straßenseitige Abschlussmauer mit den beiden gemauerten Pfosten und das aus dem Ende des 19. Jahrhunderts stammende Gittertor. Backsteinhof, Wohnhaus 2-geschossig, traufständig zur Straße liegend, Fassade gegliedert durch 5 Achsen hochrechteckiger Fenster mit Werksteinsohlbänken, weit eingezogener Mitteleingang mit Werksteingewände, gestufte Traufzone, sehr niedriger, abgesetzter Sockel, 1-seitig niederes Backsteinwirtschaftsgebäude anschließend; | Kurz nach der Mitte des 19. Jh. errichtet         | 194             | 18. Juli 1995 AZ: 294   |
| Bild gesucht BW                                             | Groß Mönchhof                                                         | Lage                                             | Großer Vierkanthof, ehemaliger Zisterzienserhof; Wohnhaus 2- geschossig, aus verputztem Backstein, 8- achsig, geschweifte Giebelfüße; EG-Fenster stichbogig mit gefalzten Werksteingewänden, leicht außermittiger Eingang mit Werksteingewänden und stichbogigem Oberlicht in der 4. Achse, vorgelagerte Freitreppe, eine Reihe Zuganker. | 1791 durch Ankerzahlen datiert                    | 40              | 12. Juli 1989 AZ: 30    |
|                                                             |                                                                       | Hofkreuz Groß Mönchhof Lage                      | Material Sandstein mit Resten von Fassung; gestuftes Podest, darauf Aufsatz mit Volutenwangen und Inschriftfeld, darüber Kragstein mit Sakramentskonsole, darauf Aufsatz mit Muschelnische, darüber Kruzifix mit reliefiertem Korpus; über der Muschelnische reliefiertes Rocaille-Ornament. | 1741 inschriftlich datiert                        | 224             | 6. März 1996 AZ: 279    |